# Samotrzask (osada leśna)
Samotrzask – osada leśna w Polsce położona w województwie mazowieckim, w powiecie węgrowskim, w gminie Łochów.